# Ted Mittet
Theodore Peder "Ted" Mittet, född 23 december 1941 i Seattle i Washington, död 27 december 2024 var en amerikansk före detta roddare.
Nash blev olympisk bronsmedaljör i fyra utan styrman vid sommarspelen 1964 i Tokyo.